# Lydia Williams
Lydia Grace Yilkari Williams (Katanning, Austràlia, 13 de maig de 1988) és una futbolista australiana. Juga com a portera. El 2022 es va unir al Paris Saint-Germain de la Division 1 Féminine de França. És internacional absoluta per la selecció d'Austràlia des del 2005. A Austràlia ha jugat a AIS FP i al Canberra United (2008-act). També ha jugat als Estats Units amb les Chicago Red Stars (WPS, 2009) i el Western New York Flash (NWSL, 2014), i a Suècia amb el Pitea IF (2012-13). El 2005 va debutar amb la selecció australiana amb què va ser campiona asiàtica el 2010 i subcampiona el 2014 i ha jugat els Mundials del 2007, 2011 i 2015. Amb la sub-20 va jugar el Mundial 2006.